# Museo de Arte Moderno de Bahía
El Museo de Arte Moderno de Bahía (MAM-BA) (en portugués, Museu de Arte Moderna da Bahia) es un museo de arte moderno en Salvador, Bahía, Brasil. Está localizado en la bahía de Todos los Santos dentro de Solar do Unhão, un sitio histórico que data del siglo XVI.
MAM-BA es uno de doce museos estatales vinculados al Instituto de Patrimonio Artístico y Cultural (IPAC), dependiente del Departamento de Cultura del Estado de Bahía.

## Historia
El museo fue fundado en 1960 bajo la arquitecta Lina Bo Bardi (1914-1992) e inicialmente estaba localizado en el vestíbulo del teatro Castro Alves. El museo se mudó a su ubicación actual en 1963.

## Colección
La colección de MAM-BA es conocida por sus pinturas, esculturas, fotografías, y dibujos por artistas como Tarsila  Amaral, Cândido Portinari, Flávio de Carvalho, Di Cavalcanti, Rubem Valentim, José Pancetti, Carybé, Mario Cravo Neto y Sante Scaldaferri.

## Instalaciones
El museo tiene ocho espacios de exposició; un teatro; una biblioteca; un espacio técnico para albergar el labor de conservación, restauración, y museología; un taller de arte donde se ofrecen cursos abiertos a la comunidad de pintar, técnicas de grabar, cerámica, dibujo, papel hecho a mano, y escultura.